# Maida Andrenacci
Maida Andrenacci (Buenos Aires; 1 de junio de 1986) es una actriz y cantante argentina.

## Cine
| Año  | Película               | Personaje         | Director             |
| ---- | ---------------------- | ----------------- | -------------------- |
| 2004 | Diarios de motocicleta | Amiga de Chichina | Walter Salles        |
| 2004 | Ay, Juancito           |                   | Héctor Olivera       |
| 2015 | El desafío             | Vicky             | Juan Manuel Rampoldi |
| 2019 | El gran combo          | Princesita        | Matías Szulanski     |
| 2021 | En la cabeza de papá   | Ana               | Walter Tejblum       |

## Televisión
| Año       | Título                      | Personaje         | Canal                     | Notas                                    |
| --------- | --------------------------- | ----------------- | ------------------------- | ---------------------------------------- |
| 1994-1998 | Magazine For Fai            | Dra. Erricabarren | Cablín                    |                                          |
| 1998      | Gasoleros                   | Antonella         | Canal 13                  |                                          |
| 2004      | Padre Coraje                | Noemí             | Canal 13                  |                                          |
| 2004-2005 | Floricienta                 | Valentina         | Canal 13                  |                                          |
| 2006      | Amas de casa desesperadas   | Daniela           | Canal 13                  |                                          |
| 2008      | La maga y el camino dorado  | Pía/Arcángela     | Nickelodeon Latinoamérica |                                          |
| 2009-2010 | Niní                        | Victoria Acuña    | Telefe                    |                                          |
| 2013      | Historias de corazón        | Romina            | Telefe                    | "Episodio 26: Cuidado con lo que deseas" |
| 2013      | Esa mujer                   | Dolores           | TV Pública                |                                          |
| 2017      | Quiero vivir a tu lado      | Irupé             | Canal 13                  |                                          |
| 2018-2019 | Mi hermano es un clon       | Silvina Mancusi   | Canal 13                  |                                          |
| 2021-2022 | Checho y Batista, el taller | Faustina Cabreras | TV Pública                |                                          |
| 2025      | Los MacAnimals              | Matilda           | Disney Channel            |                                          |